# First Harvest 1984–92
First Harvest 1984–92 – album kompilacyjny zespołu Alphaville, który został wydany w roku 1992. Kompilacja zawiera głównie wielkie hity zespołu, takie jak: Big in Japan, Sounds Like a Melody i Forever Young.

## Lista utworów
1. „Big in Japan” – 3:54
2. „Sounds Like a Melody” – 4:29
3. „Sensations” – 3:58
4. „The Mysteries of Love” – 3:34
5. „Lassie Come Home” – 6:58
6. „Jerusalem” – 3:35
7. „Dance with Me” – 4:08
8. „For a Million” – 6:09
9. „A Victory of Love” – 4:13
10. „The Jet Set” – 3:40
11. „Red Rose” – 4:38
12. „Romeos” – 4:52
13. „Summer Rain” – 4:10
14. „Forever Young” – 3:45
15. „Big in Japan" (Culture mix) – 6:08